# 위 (전국)

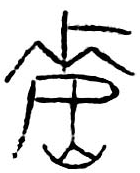
위나라의 국호.

위(魏, 기원전 403년 ~ 기원전 225년)는 전국 시대의 칠웅 가운데 하나이다. 진(晉)나라에서 분리되어 나왔다. 한나라, 조나라와 더불어 삼진(三晉)이라고 일컬어진다.
토지가 사방 일천 리에 달했으며, 춘추전국시대의 국가 중 가장 인구가 많았던 나라이다. 갑병 30만과, 말 오천 필, 전차 육백 승을 낼 수 있었다.
전국7웅중 국토가 월경지가 있는 유일한 나라이다.

## 역사

### 건국 이전
위나라의 시조는 주 무왕(周武王)의 동생인 필공 고(畢公高)이다. 아버지 주 문왕을 비롯한 주나라의 역대 군주들이 묻쳐 있는 왕릉이 있는 곳이 필나라였고, 그 곳을 무왕의 아우 고(高)가 필나라의 제후로 봉해졌고, 필공이라고 불린다. 그 후에 춘추 시대에는 필공 고의 후손인 필만(畢萬)이 필나라를 진나라(晉)에게 바쳤고, 나라를 바친 후에눈 진나라로 가서 필만의 일족을 이끌고 정착한 곳이 진나라의 공족(公族) 환숙이 다스렸던 곡옥(曲沃)이었고, 환숙의 손자인 무공(武公)이 필만을 등용을 하였고, 필만은 무공의 신하가 된다. 그 뒤에 헌공(獻公)의 밑에서 군공을 세웠고, 위나라(魏)를 헌공에게 하사 받고, 이후 필만은 위만(魏萬)이라는 호칭으로 불리게 되었다.
그 후 위씨 가문은 필만의 손자 위주(魏犨) 때부터 서서히 진나라 내부에 세력을 갖게 되었고, 춘추시대 말기 위서(魏舒) 때는 진나라의 육경(六卿)이 되었다. 기원전 453년 위구(魏駒)가 진나라 육경 중에 하나인 지씨(智氏)를 멸망시켰다. 후에 그의 손자 문후(文侯)때에 주나라 왕에게 제후로 임명되었고, 한나라(韓), 조나라(趙)와 함께 진나라를 영토를 삼등분으로 갈랐다.

### 건국 이후
기원전 445년 위 문후가 위씨종주가 되면서 내정에는 이극(李克), 서문표(西門豹)와 군사에는 오기(吳起), 악양(樂羊) 등 신하들을 등용하여 주변국보다 위나라의 국력이 강성하게 되어 칠웅 중 최강 국가가 됐다. 그리고 기원전 403년 위나라는 한나라, 조나라와 함께 주나라 왕이 제후로 임명되었고, 전국시대의 서막이 시작되었다.
기원전 396년 문후가 사망하였고, 아들 위 무후가 위나라 군주로 즉위하였다. 하지만 싫어하던 하서태수(河西太守) 오기가 초나라(楚)로 망명한다. 그러나 무후는 뛰어난 군주라서 오기가 없어도 국력을 유지할 수 있었다. 그러나 예전보다 나라 주변에는 무혈입성으로 위나라를 확장할 수 없는 약한 세력이 없었고, 위나라는 강력한 나라만 공격을 할 수 없었다. 그래서 전쟁이 끊임 없이 계속되었고, 국가 재정에 부담이 되기 시작했다.
기원전 370년 무후가 사망하였고, 아들 위 혜왕이 즉위하였다. 그가 다스릴때는 제나라의 장수 손빈(孫臏)이 공격해오자, 태자 신(太子申)과 장수 방연(龐涓)을 보내었고, 마릉 전투에서 위나라군은 제나라군에게 대패를 하였다. 그리고 공숙좌(公叔座)의 건의로 내친 상앙이 진나라(秦)로 갔고, 진나라는 상앙을 등용하여, 상앙의 변법을 시행하여 진나라는 국력을 강력해졌다. 기원전 340년 상앙이 이끄는 진나라군에게 대패하여 황하 이서 지역을 잃었고, 진나라를 두려워하며, 수도를 안읍(安邑)에서 동쪽 지역인 대량(大梁, 현재의 카이펑(開封))으로 천도하였다. 대랑으로 천도를 한 이후는 별칭인 양나라(梁)로 대신 불렸다. 여기서 문후가 패자가 된 이후에 유지하였던 패자의 자리에서 내려갔다.
그 후에는 위나라의 재상 위제(魏濟)가 과거에 모욕하였던 식객인 범저(范雎)가 진나라로 망명하였고, 범저가 원교근공책(遠交近攻策)를 시행할 것을 요구하였고, 범저가 진나라 신하로 등용되자, 진나라가 위나라에게 압박하며, 위나라는 상앙처럼 범저를 중용하지 않아서, 진나라에게 시달림을 당했다.
그러나 위공자(魏公子) 위무기(魏無忌)가 기원전 247년에 육국(六國)의 연합군을 이끌고, 진나라 군을 물리쳤다. 후에 신릉군(信陵君)으로 봉작을 받고, 전국시대의 사공자에 꼽힐 만큼 거물이 된 신릉군은 명성을 얻었다. 그 후에 멋대로 위나라 군대를 함부로 움직였다고 규탄을 받고서 조나라에 도망을 쳤다. 후에 위나라에 소환되어도 위나라의 높은 관리가 되는 것을 멀리하고 술을 많이 마시고, 술에 인해서 사망하였다. 신릉군이 사망하고는 위나라는 진나라에게 저항을 못하고 위나라는 차례로 영토가 축소되었다. 그러나 기원전 225년 결국 진나라가 공격했고 진나라 군대의 수공으로 수도 대량성이 침수당하면서 위나라는 진나라에게 멸망당하게 된다.

## 정치
변법(變法) 운동의 선구자 이회, 관개사업에서의 서문표(西門豹)의 활약은 유명하다. 문후(文侯)가 이회를 등용하여 새로운 경제정책을 실시하고, 토지제도와 농업기술의 개혁을 단행하여 열국(列國) 중에서 최초로 부국강병의 길을 열었다. 이회는 또한 『법경(法經)』이라는 새로운 법률서를 만든 법률학자이기도 했다.
원래 주나라의 봉건제 밑에서는 정치는 덕(德)의 이념에 의해서 뒷받침 되어 있었다. 그러나 전국시대의 집권국가가 되자, 덕의 이념은 아무런 권위도 갖지 못하게 되고 힘에 의한 법술(法術)이 권위 있는 이념이 되었다.
즉, 그것은 현실적으로는 부국강병의 정책으로 나타나, 법률이 그 수단으로서 새로이 등장하게 되는 것이다. 위나라는 전국 초기에 있어서의 이같은 새로운 이념의 연구와 실천의 중심지였다.
문후(文侯)의 인재 등용, 관개사업 추진에 의해 다른 6국에 앞질러 세력을 얻어, 위나라 수도 안읍(安邑)은 전국 초기의 문화 중심지가 되었다.

## 역대 군주

### 삼진 분립 전의 위씨종주(魏氏宗主)
| 대수 | 칭호       | 휘     | 재위 기간                   | 비고                                     |
| ---- | ---------- | ------ | --------------------------- | ---------------------------------------- |
| 1    | 무자(武子) | 주(犨) | ? ~ 기원전 594년경          | 필만(畢萬)의 손자이자 망계(芒季)의 아들. |
| 2    | 도자(悼子) | ?      |                             | 무자의 아들.                             |
| 3    | 소자(昭子) | 강(絳) | ? ~ 기원전 550년경          | 무자의 아들.                             |
| 4    | 헌자(獻子) | 서(舒) |                             | 소자의 아들.                             |
| 5    | 간자(簡子) | 취(取) |                             | 헌자의 아들.                             |
| 6    | 양자(襄子) | 치(侈) | 기원전 508년 ~ 기원전 482년 | 간자의 아들.                             |
| 7    | 환자(桓子) | 구(駒) | ? ~ 기원전 446년            | 양자의 아들.                             |

### 삼진 분립 후의 위나라 군주
| 대수 | 시호           | 휘     | 재위 기간                   | 비고 |
| ---- | -------------- | ------ | --------------------------- | ---- |
| 1    | 문후(文侯)     | 사(斯) | 기원전 425년 ~ 기원전 387년 |      |
| 2    | 무후(武侯)     | 격(擊) | 기원전 387년 ~ 기원전 371년 |      |
| 3    | 혜왕(惠王)     | 앵(罃) | 기원전 370년 ~ 기원전 334년 |      |
| 4    | 양왕(襄王)     | 사(嗣) | 기원전 334년 ~ 기원전 318년 |      |
| 5    | 애왕(哀王)     |        | 기원전 318년 ~ 기원전 295년 |      |
| 6    | 소왕(昭王)     | 속(遬) | 기원전 295년 ~ 기원전 277년 |      |
| 7    | 안리왕(安釐王) | 어(圉) | 기원전 277년 ~ 기원전 243년 |      |
| 8    | 경민왕(景閔王) | 오(午) | 기원전 243년 ~ 기원전 228년 |      |
| 9    |                | 가(假) | 기원전 228년 ~ 기원전 225년 |      |

## 같이 보기
- 양 (춘추)
- 양주 (쓰촨성)